# Julius Jungclaussen

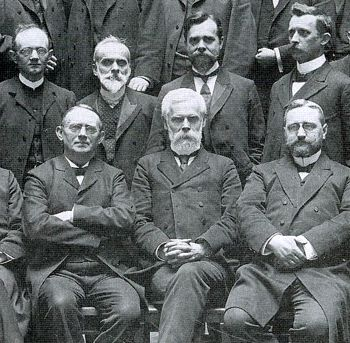
Julius Jungclaussen (Bildmitte) auf einem Gruppenfoto von 1906

Julius August Jungclaussen (auch Jungclaußen, * 1. Mai 1854 in Rieseby; † 1. Februar 1921 in Holtenau) war ein deutscher evangelisch-lutherischer Geistlicher und Mitbegründer der Deutschen Seemannsmission.

## Leben
Jungclaussen entstammte einer schleswig-holsteinischen Pastoren- und Lehrerfamilie. Er war ein Sohn des Riesebyer Pastors Hermann Julius Jungclaussen (1818–1896). Der Rektor der Schleswiger Domschule Jacob Philipp Albrecht Jungclaussen (1788–1860) war sein Großvater.
Ab 1883 war er zunächst als Pfarrer in Itzehoe tätig, wo er offenbar erstmals mit den aus England kommenden Ideen der Seemannsmission in Berührung kam. Im Juli 1887 ging er nach Cardiff in Wales und studierte dort die Arbeit der am Bristolkanal tätigen Seemannsmissionen in der Praxis. Er hatte maßgeblichen Anteil daran, die dortigen Erfahrungen nach Deutschland zu übertragen. 1891 wurde er durch den Verband der Inneren Mission in Hamburg zum ersten hauptamtlichen Seemannspastor auf deutschem Boden berufen. Mit Kaufleuten und Senatoren gründete er das „Hülfskomitee für deutsche Seemannsmission“, die heutige Deutsche Seemannsmission in Hamburg. Bei der Hamburger Choleraepidemie von 1892 meldete er sich freiwillig zur Krankenpflege. Ab 1892 gab er zusammen mit F. Harms die  Blätter für Seemannsmission heraus. Von Juli bis Dezember 1900 fungierte er zudem als Generalsekretär der Deutschen Seemannsmission. 1901 verließ er Hamburg und wurde Gemeindepastor, erst in Zarpen bei Lübeck, zuletzt in Holtenau. Dort trat er im Winter 1920 in den Ruhestand und verstarb im darauffolgenden Jahr.

## Schriften
- Acht Tage Cholerakrankenpflege. Hamburg: Herold 1892

Digitalisat, Staats- und Universitätsbibliothek Hamburg
- Wie begegnen wir der antikirchlichen Agitation der Sozialdemokratie? Vortrag gehalten auf der Schleswig-Holsteinischen Pastoralkonferenz in Flensburg am 4. Juni 1912. Altona: Dircks [1912]